# 슬로보단 프랄랴크
슬로보단 프랄랴크(세르보크로아트어: Slobodan Praljak, 1945년 1월 2일 ~ 2017년 11월 29일)은 크로아티아의 군인이다.
1970년 자그레브 대학교에서 전기공학과를 졸업했으며 1971년에는 자그레브 대학교 인류사회학부에서 철학과, 사회학과를 졸업했다. 1973년부터는 자유 계약 예술가로 활동했고 크로아티아 자그레브, 오시예크, 보스니아 헤르체고비나 모스타르에서 극장 연출가로 근무했다. 1992년부터 1995년까지 헤르체그보스니아 크로아티아인 공화국의 군사조직인 크로아티아 방위평의회에서 장교로 복무하면서 크로아티아 독립 전쟁, 보스니아 전쟁, 크로아티아-보스니아 전쟁에 참전했다.
2013년 프랄랴크는 크로아티아-보스니아 전쟁에서 크로아티아인 군대의 보스니아인 학살 등을 포함한 인도에 반한 죄에 해당하는 전쟁 범죄 혐의로 인해 구유고슬라비아 국제형사재판소에서 유죄 판결을 받았다. 2017년 11월 29일 구유고슬라비아 국제형사재판소에서 열린 항소심 선고 도중에 징역 20년을 선고하였으나, 평결을 거부한다며 독극물이 든 음료수병을 마시면서 자살하였다.

## 같이 보기
- 공동범죄집단